# (36091) 1999 RS100
1999 RS100 (asteroide 36091) é um asteroide da cintura principal. Possui uma excentricidade de 0.08839090 e uma inclinação de 9.33014º.
Este asteroide foi descoberto no dia 8 de setembro de 1999 por LINEAR em Socorro.